# Pethő Attila
Pethő Attila (Sátoraljaújhely, 1950. február 26. –) magyar matematikus, egyetemi tanár, a Magyar Tudományos Akadémia rendes tagja.

## Életútja
A Kossuth Lajos Tudományegyetem matematikus szakát végezte (1969–1974). 1974 óta ugyanott egyetemi oktató. 1994 óta a Számítógéptudományi Tanszék egyetemi tanára, 2004 és 2010 között a Debreceni Egyetem Informatikai Karának dékánja.
A matematikai tudomány kandidátusa (1981), doktora (1992). 2010-ben a Magyar Tudományos Akadémia levelező, 2016-ban rendes tagjává választották.

## Munkássága
Számelmélettel, a diofantoszi egyenletek elméletével foglalkozik. Elsőként igazolta, hogy csak véges sok olyan Fibonacci-szám van, ami egyúttal teljes hatvány is. Hatékony algoritmust dolgozott ki elliptikus egyenletek egész megoldásainak megkeresésére.

## Díjai, kitüntetései
- Grünwald Géza-díj (1978)
- Akadémiai Díj (1992)
- Bolyai Farkas szakkuratóriumi díj (1999)
- a Grazi Műegyetem tiszteletbeli professzora (2002)
- Szent-Györgyi Albert-díj (2005)
- Szele Tibor-emlékérem (2008)

- Varecza Árpád emlékdíj (2010)

- Magyar Érdemrend Tisztikereszt polgári tagozat (2019)